# Mauzoleum Lenina
Mauzoleum Lenina (w latach 1953–1961 Mauzoleum Lenina i Stalina, ros. Мавзолей Ленина, w latach 1953–1961, Мавзолей Ленина и Сталинa) – mauzoleum w Moskwie, na placu Czerwonym, położone w bezpośrednim sąsiedztwie północno-wschodniej części murów Kremla, wzniesione w latach 1929–1930 według projektu Aleksieja Wiktorowicza Szczusiewa i Izydora (Izaaka) Aronowicza Francuza w stylu konstruktywistycznym. Jest miejscem przechowywania mumii przywódcy rewolucji październikowej Włodzimierza Iljicza Lenina, a w latach 1953–1961 był również miejscem przechowywania mumii jego następcy Józefa Wissarionowicza Stalina, wyniesionej na podstawie decyzji XXII Zjazdu KPZR.

## Mauzolea drewniane

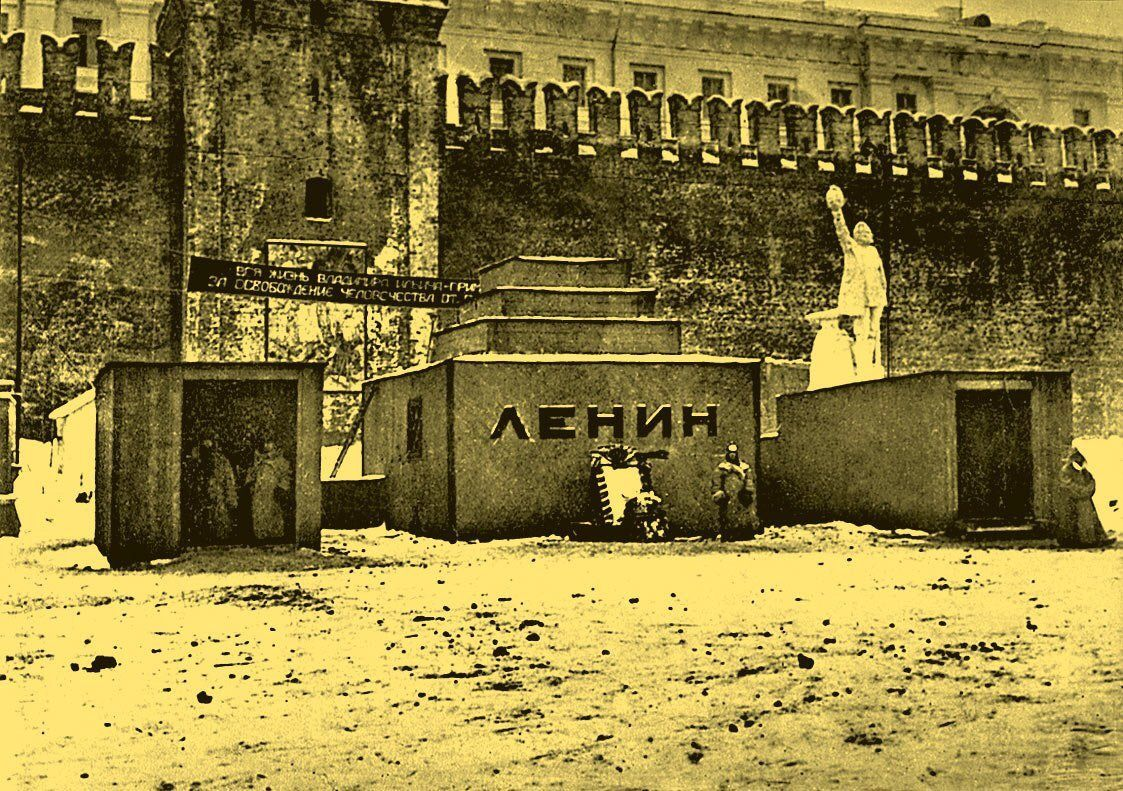
Pierwsze drewniane mauzoleum, 1924

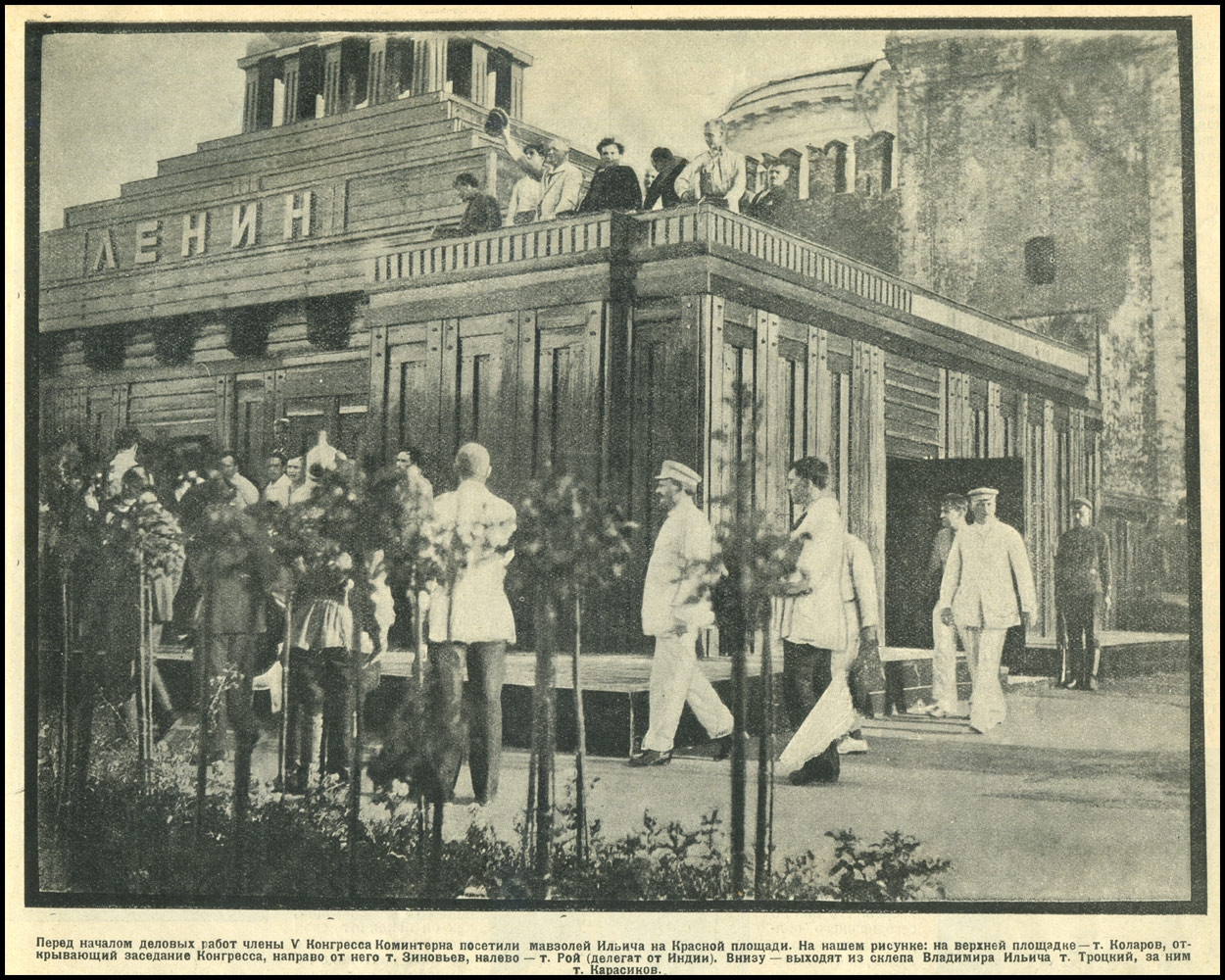
Drugie drewniane mauzoleum, 1924

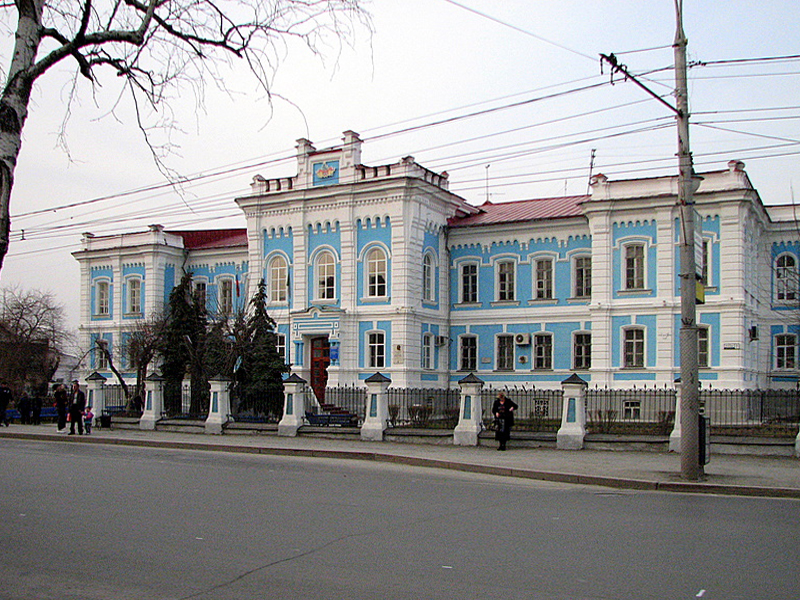
Budynek w Tiumeni, który pełnił funkcję mauzoleum w czasie wielkiej wojny ojczyźnianej

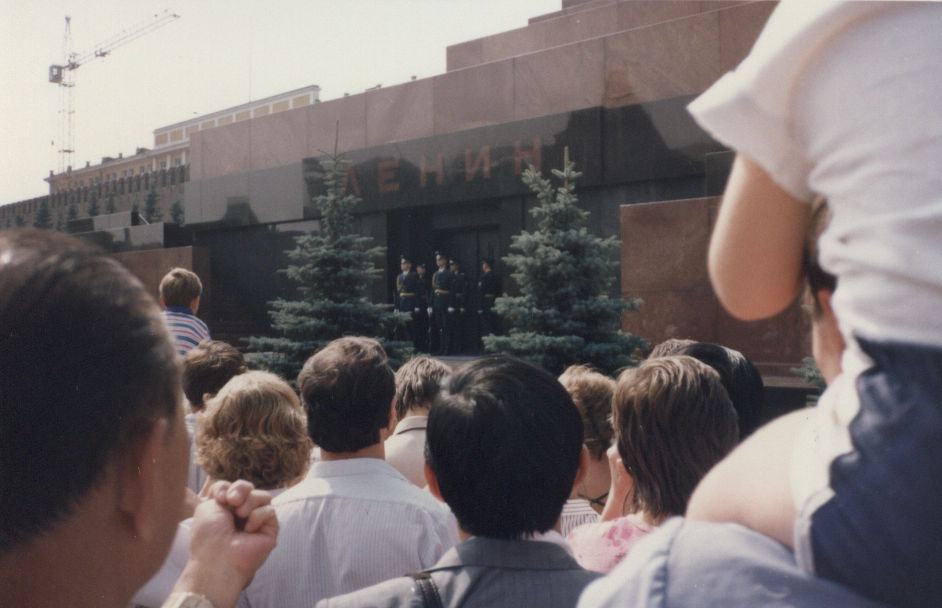
Zwiedzający mauzoleum, 2001

Włodzimierz Lenin zmarł w Gorkach pod Moskwą 21 stycznia 1924 roku. Już w kilka dni później Biuro Polityczne RKP(b), pomimo sprzeciwu rodziny i wbrew woli samego Lenina, pragnącego, by jego szczątki poddano kremacji i złożono w Piotrogrodzie, podjęło decyzję o pochowaniu ciała w specjalnym mauzoleum na placu Czerwonym. Jednocześnie zlecono profesorowi Aleksiejowi Iwanowiczowi Abrikosowowi wstępne zabalsamowanie wodza rewolucji.
Pierwsze prowizoryczne mauzoleum wzniesiono jeszcze w styczniu 1924 roku według projektu  Aleksieja Wiktorowicza Szczusiewa. Niewielka budowla sosnowa i dwie stróżówki warty honorowej ukończone zostały jeszcze przed pogrzebem Lenina, który odbył się 27 stycznia. Po zakończeniu uroczystości profesor biochemii Iwan Iljicz Zbarski oraz profesor anatomii Władimir Iwanowicz Worobiow podjęli prace nad permanentną mumifikacją ciała przywódcy.
Jeszcze w tym samym roku na miejscu poprzedniego powstało drugie, większe mauzoleum. Wzniesione zostało z drewna dębowego na podstawie zbliżonego, choć znacznie bardziej rozbudowanego projektu architektonicznego. Szczusiewa zainspirowały plany piramidy schodkowej faraona Dżesera w Sakkarze z 2650 roku p.n.e. oraz grobowiec króla perskiego Cyrusa II Wielkiego w Pasargade z VI wieku p.n.e. Ciało Lenina spoczęło wówczas w sarkofagu wykonanym według projektu Konstantina Stiepanowicza Mielnikowa.

## Budowla kamienna
W 1929 roku podjęto decyzję o budowie nowego, o wiele bardziej okazałego grobowca. Rozpisano wówczas konkurs na projekt samego mauzoleum, jak również nowego sarkofagu, ostatecznie jednak zdecydowano się zachować dotychczasowy projekt Szczusiewa, nieznacznie tylko zmodyfikowany przez Mielnikowa. Prace budowlane trwały od lipca 1929 do października 1930 roku.
Budowlę na planie prostokąta o pow. 5800 metrów kwadratowych wzniesiono z porfiru, czerwonego i czarnego granitu, trzech rodzajów marmuru i dwóch labradorytu. Składa się ona z trzech zasadniczych elementów: wysokiej na około 3 metry podstawy, umiejscowionej ponad nią galerii oraz schodkowego zakończenia. Reprezentacyjne wejście, zwieńczone nadprożem z ważącego 60 ton bloku skalnego, na którym inskrybowano przybrane nazwisko wodza rewolucji (Ленин), prowadzi do wyłożonej czerwonym oraz czarnym granitem i umieszczonej nieco poniżej poziomu placu sali sarkofagowej o powierzchni 2400 metrów kwadratowych, gdzie na postumencie wykonanym z bloku labradorytu spoczywa kryształowy, pancerny sarkofag Włodzimierza Lenina. Mumia Lenina dodatkowo chroniona jest przez stalowe barierki uniemożliwiające zwiedzającym bezpośrednie zbliżenie się do sarkofagu.
W 1940 roku na polecenie Biura Politycznego mumia Lenina spoczęła w nowym sarkofagu. Sarkofag ten eksponowany był do 1973 roku, kiedy to zamieniono go na kolejny, wyposażony w szyby pancerne – jest on dziełem rzeźbiarza Nikołaja Wasiliewicza Tomskiego.
Ciało wodza opuściło mauzoleum tylko jeden raz, podczas II wojny światowej. W 1941 roku wywieziono je z zagrożonej niemieckim atakiem Moskwy, do Tiumeni w azjatyckiej części ZSRR. Jednocześnie podjęto kroki w celu ochrony samego mauzoleum przed zniszczeniem przez niemieckich lotników.

Specjaliści od maskowania zmienili grobowiec w dwupiętrowy dom mieszkalny, cały plac Czerwony zabudowali budynkami z dykty i desek, rzekę Moskwę zasłonili brezentowymi płachtami, a cerkiewne kopuły zamalowali czarną farbą. Na wysokim brzegu rzeki Moskwy, na Górze Pokłonów, wybudowali dla niemieckich lotników drugi, tekturowy Kreml.

W 1953 roku w mauzoleum złożono zmumifikowane ciało Józefa Stalina, jednakże w okresie destalinizacji, 31 października 1961 roku, na mocy uchwały XXII Zjazdu KPZR zostało ono pogrzebane pod murami Kremla.
W czasach Związku Radzieckiego mauzoleum Lenina pełniło również funkcję trybuny, z której Stalin i jego następcy wraz z kierownictwem Partii odbierali pochody i defilady wojskowe. W latach 1992–1994 nie organizowano takich masowych przedsięwzięć. W 1995 roku defiladę 9 maja zorganizowano na Pokłonnej Górze, a w roku następnym majowa defilada zwycięstwa była po raz ostatni odbierana z trybuny mauzoleum. W kolejnych latach budowano w tym celu tymczasowe trybuny przed mauzoleum.
Przed wejściem do mauzoleum była wystawiana wojskowa warta honorowa nr 1, zlikwidowana w październiku 1993 roku (ponownie zaczęto ją wystawiać od 12 grudnia 1997 roku, ale przed Grobem Nieznanego Żołnierza w Parku Aleksandrowskim).

## Obecne funkcjonowanie mauzoleum
Mumia dwukrotnie w ciągu tygodnia poddawana jest zabiegom zabezpieczającym, natomiast raz na 18 miesięcy przeprowadzana jest jej gruntowna konserwacja (wtedy grobowiec nie jest dostępny dla zwiedzających).
Obecnie konserwacją mumii Lenina zajmuje się specjalistyczne Naukowo-Badawcze Centrum Technologii Biomedycznych.
Mauzoleum otwarte jest dla zwiedzających od wtorku do czwartku, w sobotę i w niedzielę, w godzinach od 10. do 13., z wyjątkiem okresów, kiedy mumia poddawana jest konserwacji. Zabronione jest wnoszenie broni, niebezpiecznych przedmiotów, materiałów wybuchowych, aparatów fotograficznych i kamer.

## Kontrowersje
Mauzoleum Lenina kilkukrotnie stało się obiektem zamachów. M.in. w 1959 roku jeden ze zwiedzających rzucił w sarkofag młotkiem i rozbił jego osłonę. Miały też miejsce dwa zamachy bombowe – w 1967 roku i 1973 roku.
Po rozpadzie ZSRR ujawniły się otwarcie opinie o konieczności likwidacji mauzoleum i pochowaniu ciała Lenina zgodnie z jego wolą, na Cmentarzu Wołkowskim w Petersburgu. Społeczeństwo rosyjskie i siły polityczne są jednak w tej sprawie podzielone. Rosyjscy komuniści są zdecydowanie przeciwni likwidacji mauzoleum i pochówkowi ciała, natomiast za likwidacją budowli opowiedział się na początku lat 90. prezydent Borys Jelcyn oraz patriarcha Moskwy i Wszechrusi Aleksy II. W 2001 roku Władimir Putin wypowiedział się za zachowaniem budowli.